# Philomides aethiopicus
Philomides aethiopicus är en stekelart som beskrevs av Masi 1939. Philomides aethiopicus ingår i släktet Philomides och familjen gropglanssteklar.
Artens utbredningsområde är Etiopien. Inga underarter finns listade i Catalogue of Life.